# مايكل ميسنير
مايكل آلان ميسنير (ولد عام 1952)، عالم اجتماع أمريكي. تشمل مجالات بحثه الرئيسية، النوع الاجتماعي (خاصة دراسات الرجل) وعلم الاجتماع الرياضي. ألّف العديد من الكتب، ويلقي الخطب العامة، ويدرّس قضايا العنف القائم على النوع الاجتماعي، وحياة الرجال والفتيان، والنوع الاجتماعي والرياضة.
عمل ميسنير منذ عام 1987، أستاذًا في علم الاجتماع ودراسات النوع الاجتماعي في جامعة كاليفورنيا الجنوبية. عمل رئيسًا للقسم وما زال محتفظًا بمنصبيه في هيئة التدريس. شغل رئيس رابطة المحيط الهادئ لعلم الاجتماع في عامي 2010-2011، ومنحه مركز القانون النسائي في كاليفورنيا جائزة السعي لتحقيق العدالة في عام 2011.

## سيرة الحياة
ولد ميسنير في ساليناس في كاليفورنيا.

### التعليم
تلقى ميسنير تعليمه من رياض الأطفال وحتى حصوله على درجة الدكتوراه في المدارس والكليات الحكومية في كاليفورنيا. حصل على درجة البكالوريوس في العلوم الاجتماعية ودرجة الماجستير في علم الاجتماع من جامعة كاليفورنيا الولائية في تشيكو. حصل على درجة الدكتوراه في علم الاجتماع عام 1985 من جامعة كاليفورنيا في بركلي، وكانت أطروحته بعنوان الذكورة والرياضة: استكشاف المعنى المتغير للهوية الذكورية في مسار حياة الرياضي.
بدأ دراسة النظرية النسوية وبناء النوع الاجتماعي في أواخر سبعينيات القرن العشرين. شارك في أولى الفصول الدراسية حول الرجال والذكورة في الولايات المتحدة، والتي افتتحها بوب بلونر في بركلي.

### الحياة الشخصية
يعيش ميسنير وزوجته عالمة الاجتماع والمؤلفة بيريت هوندانيو سوتيلو وابناهما مايلز وساشا، في سووث باسادينا.

## الأبحاث
أجرى ميسنير أبحاثًا في عدة فئات فرعية من علم الاجتماع على مدى أربعة عقود. تأثرت أبحاثه بشكل رئيسي بالعديد من الأحداث التي وقعت في منتصف القرن العشرين. صرح على سيرته الذاتية على الإنترنت: «انطلقت عملية تدريسي وكذلك أبحاثي بفعل الحركات المطالبة بالعدالة الاجتماعية- وخاصة النسوية- التي ثارت في ستينيات وسبعينيات القرن العشرين وما بعدها، وما زالت دافعًا لي». يمكن تقسيم أبحاث ميسنير إلى ثلاث فئات رئيسية: النوع الاجتماعي والرياضة، ووسائل الإعلام الرياضية، والرجال في سياق النسوية والسياسة.

### الرجال والنسوية
حلل ميسنير في أبحاثه المرتبطة بدراسات الرجل والمرأة، الحركة النسوية من منظور ذكوري منذ سبعينيات القرن العشرين. يركز بحثه بشكل خاص على استجابات الرجال الشخصية والتنظيمية والسياسية للنسوية. يعدّ الكتاب الذي شارك في تأليفه بعنوان بعض الرجال: حلفاء نسويون والحركة لإنهاء العنف ضد المرأة، أحدث إسهاماته في المجال النسوي، والذي صدر في مارس 2015 من خلال مطبعة جامعة أكسفورد. يعتقد ميسنير- كاتجاه عام- أنه من مصلحة الرجال دعم الحركة النسوية وإنهاء التحيز الجنسي.
يستكشف ميسنير في مقالته لعام 2004 بعنوان «عن البطاركة والخاسرين: إعادة النظر في مصالح الرجال»، مفهوم «مصالح الرجال»، لتقرير وجود مصلحة عالمية للرجال من عدمها، وكيف يصب ذلك في دور النسوية في الولايات المتحدة. يناقش تطور التركيز الأكاديمي على «الرجال والذكورة»، ملاحظًا بالضبط كيف يجري التعبير عن مصالح الرجال في الولايات المتحدة في كل من الخطاب التجاري والسياسي.
يعتقد ميسنير بوجوب تأييد جميع الرجال للنسوية. يعبّر من خلال مثال خاص لشاب أبيض يسارع في شاحنة صغيرة مع حامل مسدسات. ورد عنه: «أريد ذلك الرجل في حراك الرجال... ونحتاج من أجل إشراكه، أن نقنعه بأن الذكورة التي تعلمها مدمرة للذات وسامة، وأن التغيير النسوي يصب في مصلحته». يجادل ميسنير بأن النسوية، في جوهرها، تصب في مصلحة كل شخص لأن الاضطهاد المنهجي المهيمن يضر بالجميع، وليس بالنساء فقط.